# Récepteur gustatif

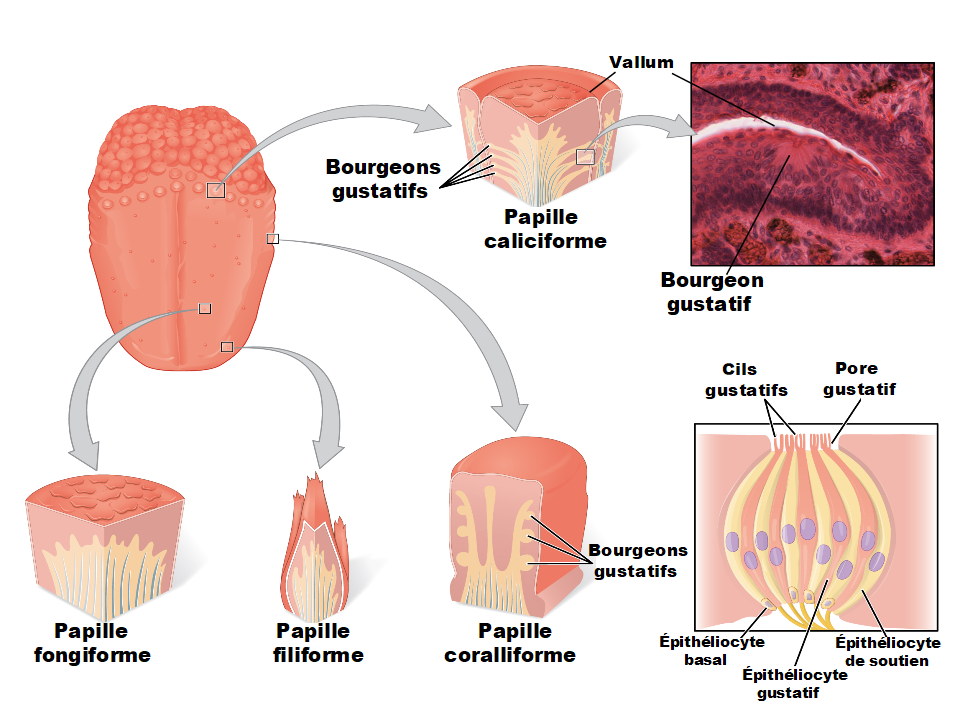
Bourgeons gustatifs et récepteurs gustatifs.

Les récepteurs gustatifs  sont des éléments des cellules sensorielles, regroupées dans les calicules gustatifs (bourgeons du goût) et qui réagissent aux stimulations sucrée, salée, acide, amer et umami.
Chez l'humain, il existe un demi-million de récepteurs gustatifs regroupés en 7 000 à 8 000 formations compactes appelées « bourgeons du goût » ou « bourgeons gustatifs ». 75 % de ces bourgeons sont logés dans les papilles gustatives mais 25 % sont répartis dans d'autres régions buccales, comme sur la muqueuse des joues, des gencives, du palais et de la luette.